# Kaitaa (métro d'Helsinki)
Kaitaa (en finnois : Kaitaa et en suédois : Kaitans) est une station de métro, passage du prolongement ouest de l'unique ligne d'infrastructure du métro d'Helsinki. Elle est située dans la municipalité d'Espoo à l'ouest d'Helsinki en Finlande.
Sa mise en service a lieu le 3 décembre 2022, à l'ouverture de la deuxième phase du projet Länsimetro.

## Situation sur le réseau

Plan du métro.

Établie en souterrain, Kaitaa est une station de passage de la ligne du métro d'Helsinki, entre les stations ESoukka et Finnoo.

## Histoire
Le chantier de construction débute en 2015. La station, située à proximité du centre commercial Souka, est conçue par le cabinet ALA-Architects. Sa mise en service est un temps prévue en 2023 lors de l'ouverture à l'exploitation de l'ensemble du prolongement depuis le terminus Matinkylä, en fonction depuis 2017.

Chantier de construction
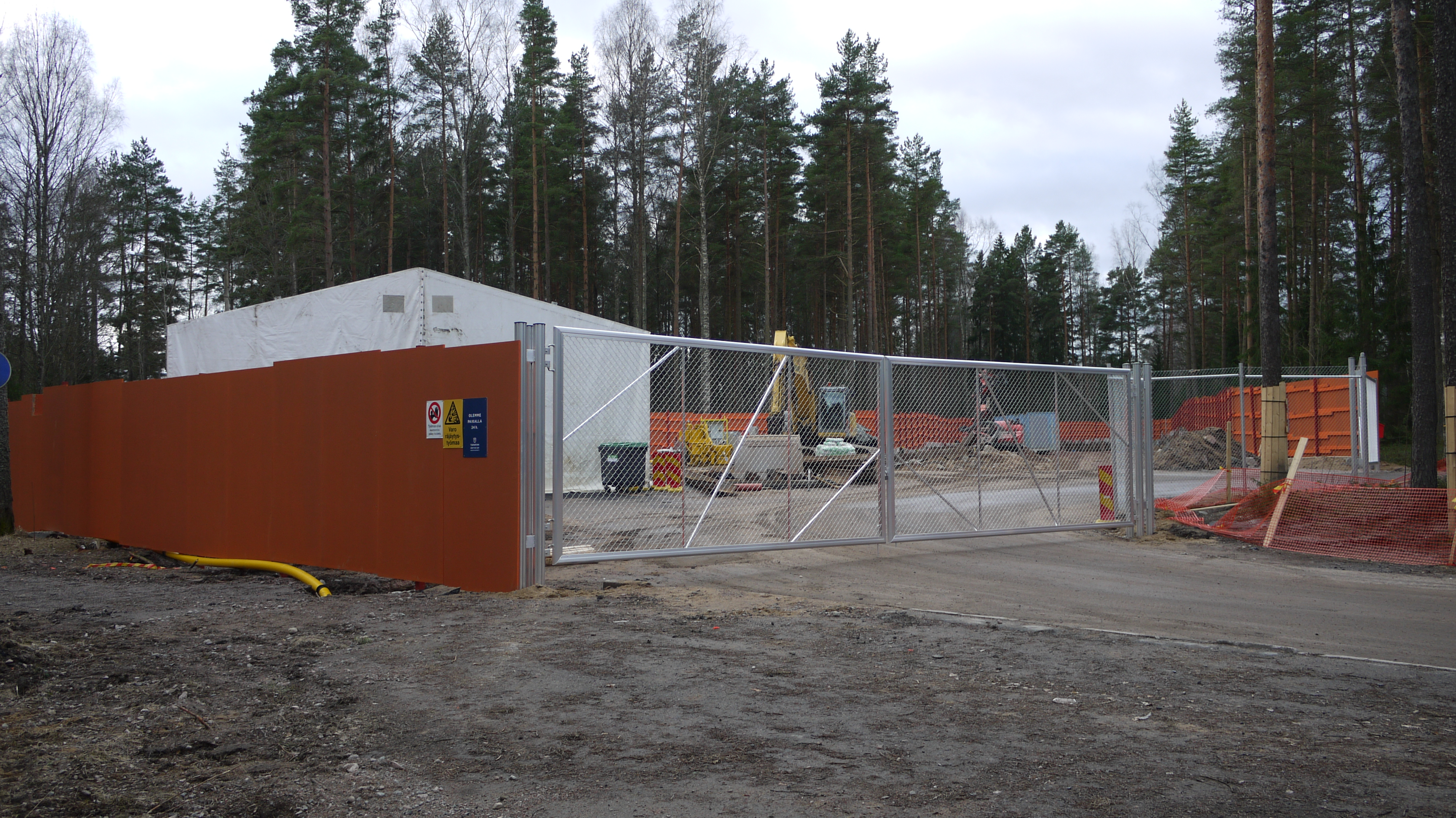
En 2015.
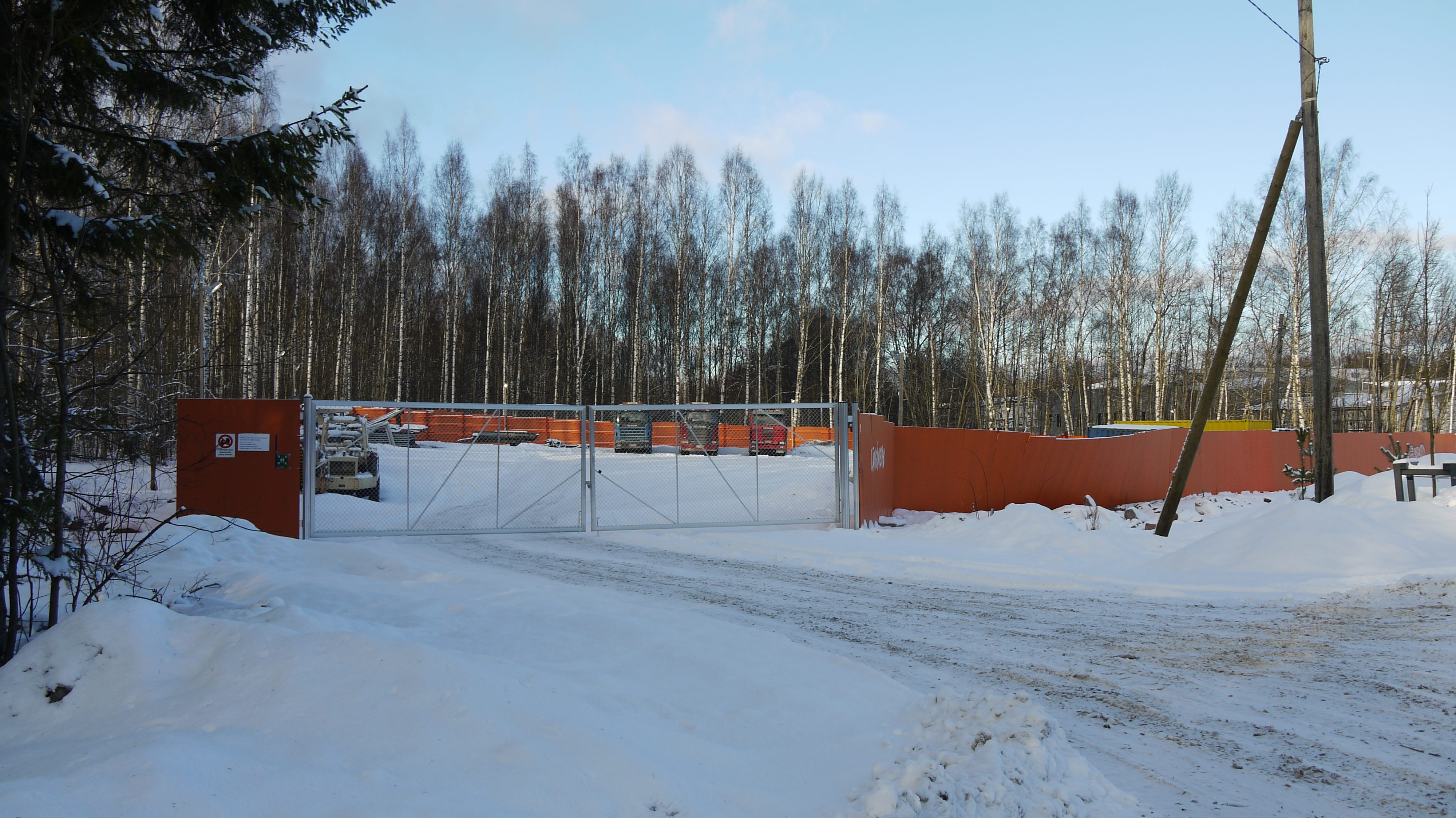
En 2016.